# Oriol Molas Grau
Oriol Molas Grau (Camprodon, 1968) és un escriptor català. Llicenciat en Filologia catalana per la Universitat de Barcelona, ha dedicat bona part de la seva etapa laboral al sector editorial. Com a poeta ha publicat tres obres: Ànimes de paper (Columna, 1986), Swing (Editora de Sau, 1990) i Vent (Columna, 1992); com a novel·lista: Cazeneuve i la revenja dels desvalguts (Capital Books, 2018) i Cazeneuve i les clavegueres de la ciutat (Capital Books, 2019). Aquestes dues escrites juntament amb l'autor Ferran Grau. L'any 1986 va guanyar el Certamen Literari per a Joves Sant Jordi i el 1987 el 1r premi Glaciar de contes breus. El 2021 va ser premiat exaequo amb el XXXIII premi de narracions curtes Ferran Canyameres. L'any 2023 va publicar la novel·la, El llapis vermell (Edicions de 1984) i l'any 2025, el seu llibre de narracions, Quatre Cantons, inspirat en els reconeguts Quatre Cantons (Plaça César August Torras) de Camprodon, on va néixer i viure part de la seva infantesa.

## Obra publicada

### Poesia
- Ànimes de paper (Columna, 1986)
- Swing (Editora de Sau, 1990)
- Vent (Columna, 1992)

### Novel·les
- Cazeneuve i la revenja dels desvalguts (Capital Books, 2018), conjuntament amb Ferran Grau
- Cazeneuve i les clavegueres de la ciutat (Capital Books, 2019), conjuntament amb Ferran Grau
- El llapis vermell (Edicions de 1984, 2023)

### Llibres de narracions
- Quatre Cantons (Edicions Xandri, 2025)